# Toccata et fugue en ré mineur BWV 538
Ne doit pas être confondu avec Toccata et fugue en ré mineur.
La Toccata et Fugue en ré mineur BWV 538 est une œuvre pour orgue de Jean-Sébastien Bach. Elle porte le même nom que la Toccata et fugue en ré mineur BWV 565, plus connue, mais elle est également souvent appelée Dorienne en référence à l'armure de cette pièce (aucun bémol) qui n'est habituellement pas celle d'une œuvre en ré mineur, mais plutôt celle d'une œuvre en mode dorien.
La toccata BWV 538 est monothématique comme la Fantaisie et fugue en do mineur BWV 562. Elle commence sur un motif de doubles croches qui se poursuit presque ininterrompu jusqu'à la fin de la pièce et comprend des effets de concerto élaborés inhabituels. Bach est même allé jusqu'à indiquer les changements manuels de l'organiste, une pratique inusitée à cette époque.